# トシュキウカの戦い
トシュキウカの戦い（トシュキウカのたたかい、英: battle of Toshkivka）は、2022年ロシアのウクライナ侵攻において、ウクライナのルハーンシク州セヴェロドネツィク地区トシュキウカで起こった戦闘である。

## 背景
2014年に勃発したウクライナ紛争が激しさを増し、2022年2月24日にロシアがウクライナに侵攻し、ウクライナ難民危機が引き起こされ、650万人が国外に避難し、人口の3分の1が強制移住させられ、第二次世界大戦以降、最速で拡大した難民危機となった。5月8日、ルハーンシク州知事のセルヒー・ガイダイは、Telegramにおいて、ロシア軍がポパスナの半分のみを占領していると投稿したが、その後、ウクライナ軍が撃退されたことを認めた。5月12日頃には、ロシア軍がルビージュネの戦いでウクライナ軍に勝利した後、ルビージュネの完全支配を確立し、さらにセヴェロドネツィクを包囲しようとしていた。
トシュキウカは人口5000人の村でセヴェロドネツィクのすぐ南、ウスチニウカの近隣にあり、セヴェロドネツィクはドンバスの戦いにおいてウクライナとロシア（親ロシア派）が争う戦略的な場所になっている。どちらにせよ、町を占領した陣営が、ドネツ川の西にあるリシチャンシクやルハーンシク州の他の町に近づくことになる。

## 戦闘経過
戦闘は5月9日に始まり、ロシア軍とLPR軍がトシュキウカ、ヴォエヴォディウカ、ニジニを攻撃したが、ウクライナ軍に撃退され、戦車9両、オルラン10ドローン1機、その他ロシア軍の装備が破壊された。数日後、5月20日と23日に戦闘が起こったが、ロシア軍が多くの土地を得ることはできなかった。より大きいセベロドネツクの戦いから部隊を解放する目的で、トシュキウカに攻勢を仕掛け、一部で成功した。6月21日、ロシアとウクライナの国防省は、ロシア軍とLPR軍がトシュキウカを支配したと発表し、ウクライナ側は、ウクライナ軍が包囲された地域（ヒルスケ、ゾロテ）から撤退したと発言した。